# Анзегем
Анзегем (на нидерландски: Anzegem) е селище в Северозападна Белгия, окръг Кортрейк на провинция Западна Фландрия. Населението му е около 14 609 души (2018).